# Jean-Jacques de Laterrade
Jean-Jacques de Laterrade, né à Plaisance en Gascogne le 19 août 1758 et mort à Perpignan le 28 février 1794, est un général de brigade de la Révolution française.

## Biographie
Avocat et législateur, Jean-Jacques de Laterrade est le fils d'Olivier de Laterrade et de Hylaire de Saint-Pierre.
Il est avocat au Parlement lorsqu'il achète à Lectoure le 7 avril 1784, à Pierre-Guillaume de Goulard, héritier de Jean-Jacques Devaux, mort en 1777, qui en a été titulaire, la charge de juge-mage, lieutenant général en la sénéchaussée d'Armagnac. Le prix en a été fixé à quarante mille livres payables en dix ans. Il a été spécifié dans l'acte que le paiement devrait être effectué en espèces sonnantes d'or et d'argent et non en billets. On semble déjà prévoir l'arrivée des assignats. Deux ans plus tard, le 12 janvier 1786, le nouveau juge-mage épouse dans l'église Saint-Esprit de Lectoure, dame Françoise de Saint-Géry, fille majeure d'Arnaud de Saint-Géry, seigneur de Lamothe et de Catherine de Richement.
Le 19 mars 1789, Laterrade est élu député du Tiers aux États généraux par la sénéchaussée d'Armagnac. Le 20 juin 1792, Laterrade part comme lieutenant-colonel du 1er bataillon de volontaires du Gers. Le 1er juin 1793, il est nommé chef de brigade, et le 11 octobre suivant, il est promu général de brigade à titre provisoire. Il se voit confier, le 3 décembre 1793, le commandement de la division de droite de l'armée des Pyrénées orientales, et est vainqueur à Calonne le 4 décembre, mais doit abandonner Llauro. Il sert ensuite sous les ordres de d'Aoust au combat du 17 et est repoussé le 19 à l'attaque du camp de Villelongue. 
De l'extrait du registre de greffe de la justice de Paix de Perpignan, il résulte que le général de Laterrade est mort le 28 février 1794, à cinq heures du matin, chez Noguer, à Perpignan, où il a été transporté très malade dans les premiers jours de janvier.

## Sources
- « Jean-Jacques de Laterrade », dans Adolphe Robert et Gaston Cougny, Dictionnaire des parlementaires français, Edgar Bourloton, 1889-1891 [détail de l’édition]
- Maurice Bordes (dir.) et Georges Courtès (dir.), Histoire de Lectoure, Lectoure, Syndicat d'initiative de Lectoure, 1972, 349 p. (BNF 35250992)Tiré à part d'extraits de la Revue de Gascogne et du Bulletin de la Société archéologique et historique du Gers
- Le Général de Laterrade par Paul Jeannin-Naltet.  Société Historique du Gers; 2e trimestre 1967.